# Приключения Петровича и Патапума (серия книг)
Приключения Петровича и Патапума — серия сказочно-фантастических книг, написанная Романом Канушкиным и Александром Ф. Скляром и впервые опубликованная в 1991—1993 годах. Книги рассказывают о приключениях мальчика Петровича и фантазийного существа Патапума в сказочных мирах: в волшебном лабиринте, на других планетах, на острове пиратов и других местах. Суммарный тираж изданий 1990-х годов составил 1,5 млн экземпляров.

## Художественные особенности
Все истории, за исключением последней, и самой масштабной, строятся по одинаковому шаблону. Вечером мальчик Петрович отправляется в свою комнату спать. Однако Соник, персонаж-трикстер, волшебник, живущий в телевизоре, приглашает его отправиться в захватывающее путешествие. В первых книгах серии герои переносятся в миры, связанные с объектами из комнаты Петровича: внутрь настольной и компьютерной игр или на плывущую в океане бригантину, модель которой собрал мальчик.
После приключений в сказочных мирах Петрович возвращается обратно в свою комнату под утро. Однако авторы не проговаривают явно, что все события были сном. В этом плане истории о Петровиче и Патапуме напоминают и наследуют классической серии комиксов Уинзора Маккея «Малыш Немо в Сонной стране». Абсурдное и смелое смешение вымысла и реальности — отличительная черта серии.
Другая заметная особенность — активное заимствование сюжетов, персонажей и прочих атрибутов из популярной культуры, современной авторам. Так в книге «Император теней» присутствует существо Челюсти, которое своим поведением, описанием и даже графическим изображением напоминает лангольеров из повести Стивена Кинга. Также фабула данной книги во многом перекликается с фабулой фильма «Бесконечная история». Однако при этом, благодаря буйной фантазии авторов, насыщенности и интенсивности повествования, истории не воспринимаются, как вторичные.
Важной составляющей книг являются иллюстрации художника Магомеда Воцаева. В своих деталях они отсылали к эстетике различных мифологий. А порой были мрачными и даже пугающими, что было непривычно для детской литературы. Как писал критик сайта «OpenSpace»: «Отдельного упоминания достойно ездовое животное императора — эта сросшаяся рогами тварь, без сомнения, снилась детям в кошмарах».

#### Персонажи
Петрович, как Петрович, если не учитывать того, что он был маленьким мальчиком, и, по мнению мамы и папы, очень уж непоседливым. Наверное, из-за этой его непоседливости с ним вечно что-то приключалось. Вот и сегодня, гуляя с мамой, он повстречал Патапума. Казалось бы, что здесь удивительного? А с другой стороны, часто ли вы встречали на улицах настоящих Патапумов?
 — Ты кто? — спросил Петрович. — Медвежонок?
 — Сам ты медвежонок, — сказал Патапум.Петрович и Патапум в волшебном лабиринте
- Петрович — маленький мальчик, примерно десяти лет от роду. Храбрый, вежливый и дружелюбный.
- Патапум — неизвестное существо. Петрович встретил его на улице и пригласил к себе жить. Отличительная черта: лишился уха в неназываемом трагическом инциденте. Немного пуглив, ворчлив, но несмотря на это готов отправиться с Петровичем в самые опасные приключения. Прототип — Чебурашка[1]. Возможно родители Петровича воспринимают его, как неодушевлённую игрушку. Имя персонажа заимствовано из книги Алексея Толстого «Как ни в чём не бывало»[c].
- Соник — чародей Сонного царства, живёт в телевизоре, благодаря чему обладает развитой эрудицией. Обладает волшебными способностями. Днём спит, ночью бодрствует, каждый вечер приглашает Петровича отправиться в путешествие. Почувствовав опасность, может, по собственному выражению, «не бросить, а сделать отходной манёвр». Трикстер.

Помимо главных персонажей, в книгах действует большое количество второстепенных персонажей. Сказочными мирами, обычно, правят принцессы, оказавшиеся в положении «девы в беде». Каждая история насыщена фантасмагорическими существами: головы-лианы, кристаллический человек, космические летучие мыши-роботы, мирмекоморфные строители пирамид, пожиратели пространства, пираты, персонифицированные силы природы (Ветродув из «Петрович и Патапум у царицы снега и льда») и многие другие.

## История создания
Серия была придумана Александром Скляром и Романом Канушкиным в 1991 году, как «детский роман с продолжениями». По признанию Александра Скляра, была надежда хорошо заработать в условиях, когда музыкальное творчество практически не приносило дохода. Однако книгоиздание и дистрибуция велись на собственные средства авторов. Часть тиражей передавалась в детские дома и использовалась в благотворительных целях, о чём было указано в начале книг. Несмотря на большие тиражи, продажи книг не принесли прибыли. После третьей книги цикла соавторство закончилось. Серию как автор продолжил Роман Канушкин.
Иллюстратором всех книг стал молодой художник-мультипликатор и комиксист из Грозного Магомед Воцаев. В работе над книгой «Петрович и Патапум в Стране привидений» и «Император теней» также принимал участие художник Юрий Якунин. В 2000 году Воцаев пропал без вести в ходе Второй чеченской войны.

## Книги
Оригинальная серия представляла собой отдельные издания альбомного формата (60x90/8) в обложке. Первые три книги опубликовало издательство «Культурно-коммерческий клуб „BEKAS“», четвёртую — «АБ Клуб+», а пятую — «АСТ-Пресс». В 1993 году вышло первое переиздание книг, под названием «Петрович и Патапум в стране привидений» — сборник из четырёх историй, дополненный новым приключением. В 2003 году книги были переизданы издательством «Оникс» под одной обложкой, в виде стандартного тома.
Всего в серии вышли шесть книг. Известно, что у Романа Канушкина были разработаны сюжеты нескольких продолжений.
1. «Петрович и Патапум в волшебном лабиринте», первая публикация: Москва, Культурно-коммерческий клуб «BEKAS»,1991
2. «Большое космическое путешествие Петровича и Патапума», первая публикация: Москва, Культурно-коммерческий клуб «BEKAS»,1992
3. «Петрович и Патапум на острове пиратов», первая публикация: Москва, Культурно-коммерческий клуб «BEKAS»,1992
4. «Петрович и Патапум у царицы снега и льда», первая публикация: Москва, АБ «Клуб+», «Бекас»,1992
5. «Петрович и Патапум в Стране привидений», первая публикация: Москва, «АБКлуб»[d], «АСТ-Пресс», 1993
6. «Император теней»[e][f], первая публикация: Москва, «АБКлуб», «АСТ-Пресс», 1993

## Радиоспектакль
В 1993 году Главной редакцией радиовещания для детей и юношества «Смена» был записан радиоспектакль в двух частях, основанный на книгах «Петрович и Патапум на острове пиратов» и «Император теней». В 2020 году радиоспектакль был переиздан Гостелерадиофондом в формате цифровой аудиокниги.

#### Роли озвучивали
| Персонаж | Актёр           |
| -------- | --------------- |
|          | Борис Иванов    |
|          | Лев Шабарин     |
|          | Людмила Ильина  |
|          | Анна Горюнова   |
|          | Виктор Зозулин  |
|          | Инна Алабина    |
|          | Артём Карапетян |
|          | Антонида Ильина |
|          | Степан Бубнов   |
|          | Михаил Лобанов  |

## Критика
Книги были тепло приняты аудиторией. Рецензент журнала «Детская литература» писала, что «малышня не может оторваться от слушания невероятнейших приключений, как их мамы и папы от американских видеобоевиков»: 

Двое достаточно молодых людей — Роман Канушкин и Александр Ф. Скляр — задали такой ритм повествованию, навыдумывали, наворотили столько неожиданностей, что успевай следить и переводить дыхание. Видно, рассчитывали на новых детишек, которым видеоклипы, что семечки. При этом благородные поступки, поражение зла, торжество добра, тайны и сказки… Всё учтено. Очень точный был бы сценарий для мультсериала, думаю, мы его ещё увидим. Художник Магомед Воцаев тоже поработал в темпераментном ритме и, пренебрегая законами художественности, сделал в жанре комикса. Здоровая энергия молодых, не утомлённых обязанностями повседневного книжного сочинительства, бьёт ключом. Не столько профессия, сколько удовольствие. 

В 2011 году журналист издания «Комсомольская правда» использовал за основу репортажа со встречи с Александром Ф. Скляром и Сергеем Галаниным воспоминания о прочитанных в детстве книгах:

На мой первый серьёзный юбилей (10 лет!) папа сделал довольно весомый подарок — три книги. Большого формата, с цветными картинками и увлекательными сказками. Всё, что нужно десятилетнему человеку для полного счастья. Это были разные истории про мальчика Петровича и его друга Патапума. Они путешествовали по волшебному лабиринту, летали в космос, плавали на остров пиратов. Просто дух захватывало от таких приключений и всегда было интересно: «А что же дальше?» 
В том же году серия книг «Приключения Петровича и Патапума» была представлена на премии Estroverso за лучший перевод иностранной детской литературы на итальянский и фриульский языки. Автор журнала «Русский язык за рубежом», обозревавший премию, отметил:
Роман Канушкин известен взрослому читателю как «русский Стивен Кинг», автор загадочных фантастических романов и книг в жанре «action». Однако нам он интересен как создатель сказочного героя Патапума, похожего на медведя без одного уха. Его путешествия с мальчиком Петровичем были напечатаны ещё в начале 1990-х гг. и успешно конкурировали с валом переводной детской литературы. Мы очень рады, что теперь книги Канушкина наконец переизданы под одной обложкой. 
Книга «Большое космическое путешествие Петровича и Патапума» была включена в рекомендательный список для внеклассного чтения методического пособия «Новый дневник юного читателя».

## Комментарии
1. ↑  Персонаж назван в честь сына Александра Скляра. С непосредственным посвящением сыну публиковалась вторая книга серии — «Большое космическое путешествие Петровича и Патапума»
2. ↑  После событий второй книги был вынужден переселиться в миниатюрную модель бригантины
3. ↑  «Это вовсе не значило, что он не умел говорить. Он разговаривал очень, очень хорошо. Но только деревянную лошадь называл „вевит“, собаку „авава“, а плюшевого медведя - „патапум“».[8].
4. ↑  Не опечатка. Названия даны по выходным данным из книг. Однако все данные «издательства» восходят к ККК «Бекас»
5. ↑  Сокращённая версия публиковалась ранее, под названием «Петрович и Патапум в Стране привидений»
6. ↑  Книга посвящена Алисе, дочери Романа Канушкина